# Sarax singaporae
Sarax singaporae är en spindeldjursart som beskrevs av Gravely 1911. Sarax singaporae ingår i släktet Sarax och familjen Charinidae. Inga underarter finns listade i Catalogue of Life.